# Якамара бура
Якамара бура (Brachygalba lugubris) — вид дятлоподібних птахів родини якамарових (Galbulidae).

## Поширення
Вид поширений у тропічних та субтропічних дощових лісах Південної Америки.

## Опис
Птахи завдовжки 14-18 см, вагою 16-23 г. Тіло коричневого забарвлення, крила фіолетові, черево біле.

## Спосіб життя
Живиться комахами, на яких полює на льоту. Гніздо облаштовує в норі, яку викопує на обривистих берегах річок, ярах або урвищах.